# Eggersriet
Eggersriet ist eine politische Gemeinde und eine Ortschaft im Wahlkreis St. Gallen im gleichnamigen Kanton in der Schweiz.

## Geografie
Die langgestreckte Siedlung am Südhang des Rorschacherbergs liegt etwas oberhalb und östlich des Kantonshauptortes St. Gallen an der Strecke zwischen St. Gallen und Heiden und besteht aus den Dörfern Eggersriet und dem st. gallischen Grub sowie dem Weiler Egg. Nachbargemeinden sind im Westen St. Gallen, im Norden Untereggen und Rorschacherberg, im Osten Lutzenberg und Heiden, im Süden Grub AR, Rehetobel sowie Speicher.

### Fünfländerblick
Der Aussichtspunkt Fünfländerblick zeigt mit seinem Namen die staatlichen Verhältnisse vor dem Ersten Weltkrieg: Österreich und Schweiz, auf deutscher Seite das Großherzogtum Baden und die Königreiche Bayern und Württemberg.

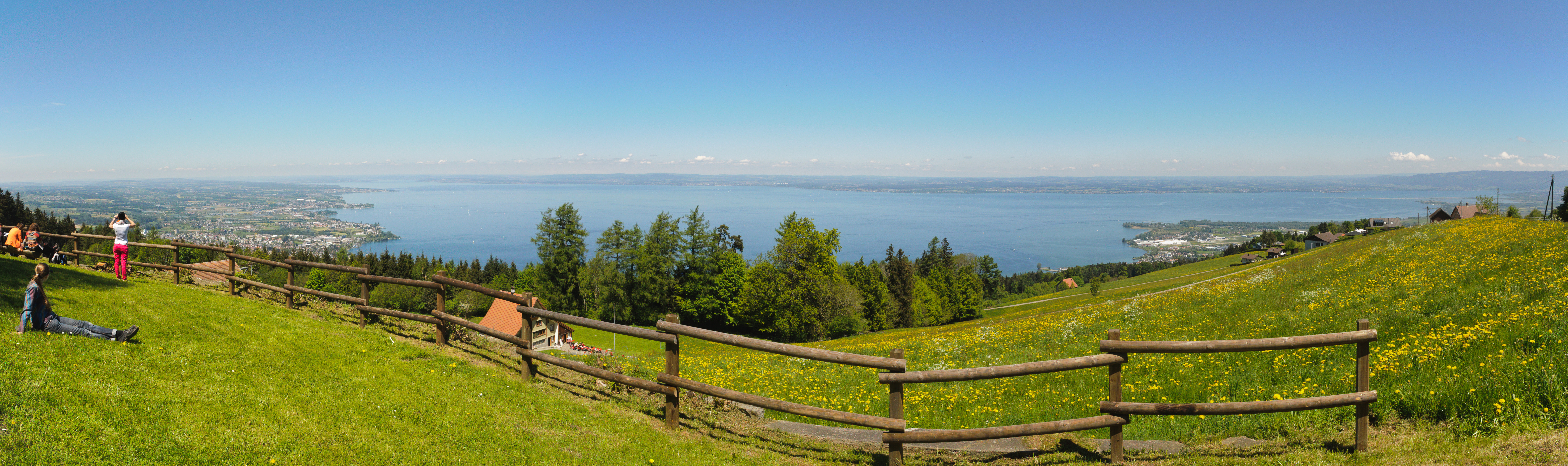
Blick vom Fünfländerblick auf den Bodensee. Links Rorschach, Horn, Arbon und Romanshorn, ganz rechts Altenrhein, auf dem gegenüberliegenden deutschen Ufer Friedrichshafen, Langenargen, Wasserburg und Lindau.

## Geschichte
1260 wurde der Ort als Egglinsriet erstmals erwähnt. 1431 erwarb die Fürstabtei St. Gallen Güter und Rechte in Eggersriet von den Herren von Rorschach, 1474 auch vom Bischof von Konstanz. Das Dorf bildete bis 1798 eine Hauptmannschaft im fürstäbtischen Gericht Rorschach und erhielt 1560 eine Hofrechts- und Einzugsordnung. 1803 schloss sich Eggersriet mit Grub und Untereggen zu einer politischen Gemeinde zusammen. Seit der Abtrennung von Untereggen 1827 bilden Eggersriet und Grub die politische Gemeinde Eggersriet. 1850 lehnte die St. Galler Kantonsregierung das Gesuch um eine Trennung in zwei politische Gemeinden ab.
Bis 1663 gehörte Eggersriet zur Pfarrei Goldach, dann erfolgte die Bildung einer eigenen Pfarrei. 1654 wurde die bisherige St.-Anna-Kapelle zur Pfarreikirche ausgebaut, die 1738 neu gebaut und 1812 erweitert wurde.

Eggersriet im Jahr 1949

Die Einwohner lebten von der Landwirtschaft und den Sandsteinbrüchen in Underbilchen, ab dem 19. Jahrhundert vermehrt von Milchwirtschaft und Heimindustrie. Bis weit in das 20. Jahrhundert hinein herrschten wirtschaftliche Not und Armut. 1874 wurde das Armenwesen der Ortsgemeinden Eggersriet und Grub in die politische Gemeinde überführt, 1881 entstand das Armen- und Waisenhaus. 1847 brannte Egg ab, 1861 der Weiler Dorf. 1844/45 verursachte der Bau der Strasse St. Gallen–Martinstobel–Grub hohe Schulden. 1859 ging die Strasse an den Kanton. Der 1871 eingerichtete Postkutschenkurs St. Gallen–Heiden wurde 1874 wegen der Rorschach-Heiden-Bergbahn eingestellt. Nach Einsprachen von Eggersriet und Grub (AR) 1896 wieder eröffnet, ersetzte ihn 1920 ein Postautokurs. 1908 wurde die Raiffeisenkasse eröffnet. 1912 folgte die Elektrokorporation, 1950/51 die Wasserversorgung. Wegen ihrer Topografie und Siedlungsstruktur hat die Gemeinde hohe Infrastrukturkosten zu tragen. Nach 1960 setzte ein wirtschaftlicher Aufschwung ein. In den 1970er Jahren wandelte sich Eggersriet in raschem Tempo zur Wohngemeinde: 2000 pendelten mehr als zwei Drittel der in Eggersriet wohnhaften Erwerbstätigen, vor allem nach St. Gallen.
→ siehe auch Abschnitt Geschichte im Artikel Grub SG

## Bevölkerung
|                     | 1850  | 1900  | 1950  | 1970  | 1980  | 2000  | 2010  | 2019  |
| ------------------- | ----- | ----- | ----- | ----- | ----- | ----- | ----- | ----- |
| Politische Gemeinde | 1635  | 1465  | 1165  | 929   | 1741  | 2079  | 2160  | 2301  |
| Ortschaft           |       |       |       |       |       |       | 1674  | 1769  |
| Quelle              | [ 5 ] | [ 5 ] | [ 5 ] | [ 5 ] | [ 5 ] | [ 5 ] | [ 6 ] | [ 6 ] |

## Verkehr
Eggersriet ist über die Hauptstrasse durch das Martinstobel mit St. Gallen verbunden. Diese führt über das appenzellische Grub weiter nach Heiden. Durch diese inzwischen ausgebaute Verkehrsverbindung in die Kantonshauptstadt entwickelte sich Eggersriet zu einer Wohngemeinde mit zahlreichen Pendlern,
die im öffentlichen Verkehr von der Postautolinie Heiden–St. Gallen–Engelburg im Halbstundentakt bedient wird. Nach 20 Uhr verkehren Postautos im Stundentakt.

## Sehenswürdigkeiten
→ siehe auch Abschnitt Sehenswürdigkeiten im Artikel Grub SG

## Persönlichkeiten
- Kolumban Bischof (1674–1740), Bibliothekar des Klosters St. Gallen
- Otto Rausch (1923–2000), Bildhauer, Maler, Grafiker und Kunstpädagoge
- Mario Andreotti (* 1947), Germanist
- Franz Egger (* 1952), Historiker
- Josef Felix Müller (* 1955), Bildhauer, Grafiker und Maler

## Musik
Manuel Stahlberger, ein St. Galler Liedermacher hat 2012 ein Lied über Eggersriet geschrieben. Darin geht es um eine junge Frau, welche wie viele andere das Land verlassen will.